# Scotoleon singularis
Scotoleon singularis is een insect uit de familie van de mierenleeuwen (Myrmeleontidae), die tot de orde netvleugeligen (Neuroptera) behoort. 
Scotoleon singularis is voor het eerst wetenschappelijk beschreven door Currie in 1903.